# Едуардо Беннетт
Едуардо Беннетт (ісп. Eduardo Bennett, нар. 17 вересня 1968, Ла-Сейба) — гондураський футболіст, що грав на позиції нападника, у тому числі за низку аргентинських клубних команд, а також за національну збірну Гондурасу.

## Клубна кар'єра
У дорослому футболі дебютував 1990 року виступами за команду «Олімпія», в якій провів два сезони, після чого перебрався до Мексики на запрошення керівництва клубу «Кобрас де Сьюдад-Хуарес». А 1993 року дебютував у першості Аргентини як гравець «Сан-Лоренсо». У складі цієї команди переміг у Клаусурі чемпіонату Аргентини 1995 року.
Того ж 1995 року перебрався до іншої аргентинської команди, «Архентінос Хуніорс», кольори якої захищав протягом наступних шести років. Згодом на початку 2000-х продовжував грати у Південній Америці, за чилійський «Кобрелоа» та аргентинський «Кільмес».
2003 року повернувся на батьківщину, де уклав контракт з «Депортіво Вікторія». У подальшому встиг пограти за «Віду», «Олімпію» та ще декілька місцевих команд.
Завершував ігрову кар'єру у складі «Депортіво Некакса» протягом 2008—2010 років.

## Виступи за збірну
1991 року дебютував в офіційних матчах у складі національної збірної Гондурасу.
У складі збірної був учасником трьох розіграшів Золотого кубка КОНКАКАФ: 1991 року, коли гондурасці здобули «срібло», 1993 року та 1996 року.

## Титули і досягнення
- Срібний призер Золотого кубка КОНКАКАФ: 1991
- Чемпіон Аргентини (1):

«Сан-Лоренсо»: Клаусура 1995